# Белые Столбы (станция)
Бе́лые Столбы́ — железнодорожная станция Павелецкого направления Московско-Курского отделения Московской железной дороги. Расположена в микрорайоне Белые Столбы города Домодедово Московской области, до 2005 года — посёлок городского типа Домодедовского района. Код станции — 192802, расстояние до Павелецкого вокзала — 49 км. На станции останавливаются все электропоезда.
Станция появилась в 1899 году, около неё начал развиваться посёлок.